# Hermann Gartmann
Hermann Gartmann (* 24. Dezember 1906 in Waldheim; † 18. März 1972 in Berlin) war ein deutscher Kommunist, Interbrigadist, Offizier der Deutschen Volkspolizei, Stellvertreter des Ministers für Staatssicherheit und Generalmajor der Nationalen Volksarmee der DDR.

## Leben
Gartmann wurde im brandenburgischen Waldheim als Sohn einer Arbeiterfamilie geboren. Nach dem Besuch der Volksschule verdingte er sich von 1921 bis 1924 als Landarbeiter in Oggerschütz. Danach war er bis 1928 als Hilfsarbeiter im Baugewerbe in Berlin tätig. Bereits 1925 schloss er sich dem Kommunistischen Jugendverband Deutschlands an und trat zwei Jahre später der KPD bei. Ab 1928 war Gartmann bis 1931 Leitungsmitglied des Militärischen Apparates der KPD im Bezirk Berlin-Brandenburg. Wegen Agitation unter der Polizei wurde Gartmann 1931 zu zwei Jahren Festungshaft verurteilt und saß diese Haft bis 1933 in der Festung Groß Strehlitz ab. Nach einer Zeit der Arbeitslosigkeit arbeitete er ab 1934 zunächst als Eisenflechter, später als Tabellierer. 1937 emigrierte Gartmann in die Tschechoslowakei und schloss sich im selben Jahr den Internationalen Brigaden in Spanien an. Von 1939 bis 1941 wurde er in Frankreich interniert und sodann ins Konzentrationslager Dachau überführt, wo er bis 1945 in Haft blieb.
Nach dem Krieg kehrte Gartmann wieder nach Brandenburg zurück und wirkte zunächst für die KPD, später SED als 1. Sekretär der Kreisleitung Templin. Am 1. August 1948 wurde er Angehöriger der Volkspolizei und war dabei als Stellvertreter für politische Arbeit bei der Volkspolizei-Landesbehörde Brandenburg tätig. Ab Dezember 1949 leitete er bis Februar 1950 die "Verwaltung zum Schutz der Volkswirtschaft Brandenburg", dann nach Bildung des Ministeriums für Staatssicherheit bis 1951 die Landesbehörde des MfS im Land Brandenburg. Am 1. März 1950 wurde er dabei zum Chefinspekteur ernannt. Anschließend bekleidete Gartmann bis 1952 das Amt eines Stellvertreters des Ministers für Staatssicherheit. Mit dem gemeinsamen Befehl Nr. G 1/52 des Ministeriums des Innern und des Ministeriums für Staatssicherheit stieg er am 1. August 1952 zum Chef der Hauptverwaltung Deutsche Grenzpolizei auf, die durch den gleichen Befehl nun dem Ministerium für Staatssicherheit unterstand. Gleichzeitig wurde er zum Generalinspekteur befördert. In dieser Dienststellung war Gartmann weiterhin bis 1955 Stellvertreter des Ministers für Staatssicherheit sowie ab 1953 auch Stellvertreter des Ministers des Innern. Am 12. Februar 1953 wurde er dabei zum Generalmajor des MfS ernannt. Ab 1955 baute Gartmann als Stellvertreter des Ministers für Staatssicherheit die Hauptverwaltung Innere Sicherheit (HVIS) auf. Die HVIS war die Vereinigung der Grenz-, Transport- und Bereitschaftspolizei unter einer Verwaltungsinstanz. Bereits 1957 wurden diese wieder dem Ministerium des Innern angegliedert und Gartmann erneut kurzzeitig Chef der Grenzpolizei.
Im Juni 1957 wurde er als Generalmajor in die NVA übernommen und diente von Oktober 1957 bis Oktober 1959 als Militärattaché in Moskau. Im Anschluss war er Offiziershörer an der Militärakademie Friedrich Engels und leitete ab Januar 1961 als Kommandeur die NVA-Offiziersschule II in Frankenberg/Sa. und ab 1963 die Offiziershochschule der Grenztruppen der DDR Rosa Luxemburg in Plauen. Im März 1964 schied er aus dem aktiven Dienst aus und war dann noch seit 1967 als Sekretär des „Solidaritätskomitees für das spanische Volk“ tätig.

## Auszeichnungen
- 1971 Vaterländischer Verdienstorden in Gold
- Kampforden „Für Verdienste um Volk und Vaterland“ der NVA in Bronze
- Medaille für Kämpfer gegen den Faschismus 1933 bis 1945
- Hans-Beimler-Medaille